# Gedaliah Alon
Gedaliah Alon (en hebreo: גדליה אלון‎; Kobryn, Bielorrusia, 1901-Jerusalén, Israel, 1950) fue un historiador israelí.

## Biografía
Gedaliah Rogoznitski (más tarde Alon) nació en 1901 en Kobryn, Bielorrusia (entonces Zarato de Polonia gobernada por el Imperio ruso). En 1924 estudió durante un año en la Universidad de Berlín y, en 1926, emigró a Eretz Israel y continuó sus estudios en la Universidad Hebrea de Jerusalén, donde después fue profesor de Talmud e historia judía.
Sirvió en la Haganá y fue comandante de compañía en 1936. Durante la guerra de la Independencia de Israel participó en las batallas por Jerusalén.

## Premios y reconocimientos
En 1953, tres años después de su muerte, Alon recibió póstumamente el Premio Israel de estudios judíos, el año inaugural del premio.

## Obras publicadas
- Judíos, judaísmo y el mundo clásico: estudios de historia judía en la época del Segundo Templo y el Talmud; traducido del hebreo por Israel Abrahams, Jerusalén: Magnes Press, Universidad Hebrea, 1977.
- Los judíos en su tierra en la era talmúdica (70-640 EC); traducido y editado por Gershon Levi, Jerusalén: Magnes Press, Universidad Hebrea, 1980-1984; Cambridge, Mass.: Harvard University Press, 1989.